# Melville Herskovits
Melville John Herskovits (ur. 10 września 1895 w Bellefontaine, zm. 25 lutego 1963 w Evanston) – amerykański antropolog i afrykanista.
Uczeń Franza Boasa. Był profesorem Northwestern University w Evanston. W 1948 roku stworzył tam pierwsze w Ameryce interdyscyplinarne studia afrykanistyczne. Zajmował się problematyką zmiany kulturowej i akulturacji.

## Publikacje po polsku
- Mit murzyńskiej przeszłości [The Myth of the Negro Past, 1958, s. 1–2, 61-73], w: Etnologia. Wybór tekstów, Sokolewicz Zofia (red.), Państwowe Wydawnictwo Naukowe, Warszawa 1969, s. 200–211,